# Fédération tongienne de rugby à XV
La Fédération tongienne de rugby à XV (Tonga Rugby Football Union) est une organisation membre de l'International Rugby Board (IRB) qui régit l'organisation du rugby à XV aux îles Tonga. Elle regroupe les fédérations provinciales, les clubs, les associations, les sportifs, les entraîneurs, les arbitres, pour contribuer à la pratique et au développement du rugby dans tout le territoire tongien. La Tonga Rugby Football Union est membre de la Pacific Islands Rugby Alliance (PIRA), avec les Fidji et les Samoa. Sur une population totale de 100 000 personnes, 800 joueurs seniors sont licenciés.

## Liste des présidents
- Hon Tuivanuavou Vaca